# La bella Ceci y el imprudente
La bella Ceci y el imprudente es una telenovela colombiana producida por Caracol Televisión en 2009. Está protagonizada por: Manuela González y Julián Román con la participación antagónica de Lincoln Palomeque y Rita Bendeck y las actuaciones estelares de Javier Gómez, Norma Nivia y Margarita Reyes. se estrenó el 23 de noviembre de 2009.

## Personajes
- Julián Román es "Primo González".
- Manuela González es "Cecilia Ortíz".
- Javier Gómez es "Eduardo Sáenz".
- Lincoln Palomeque es "Juan Antonio Durán".
- Rita Bendek es "Silvia Muñoz de Ortíz".
- Margarita Reyes es "Patricia Ortíz".
- Norma Nivia es "Andrea Ortíz".
- César Mora es "Alcides Combariza".
- Germán Escallón es "Milton Alfredo Zafra Leguizamón".
- Julieth Restrepo es "Myriam González".
- Fabián Mendoza es "Arturo Enofaín Combariza".
- Aura Helena Prada es "Yadira Sánchez".
- Yolanda Rayo es "Janeth Raquel Bravo de Combariza".
- Paola Cairasco es "Karen Pulido".
- Astrid Junguito es "Tulia Vargas".
- Juan David Galindo es "Jesús Emilio Rojas".
- Yesenia Valencia es "Anabolena Suárez".
- Iván Forero es "Herney Camilo Malo Zúñiga".
- Linda Carreño es "Teresita Benítez".
- Camilo Sáenz es "Alejo Cardona".
- Luis Ernesto Benjumea es "Felipe Martínez".
- Eileen Roca es "Maritza Combariza".
- Moisés Cadavid es "Fiscal Camilo Ramírez".
- Víctor Cifuentes es "Dr. Rubén Salinas".
- Juan Carlos Campuzano es "Pedro López".
- Diana González es "Olga Lucía Castiblanco".
- Iván Cuevas es "José Luis Miranda".
- James Vargas es "Albeiro Matías".
- Jossara Jinaro es "Kathy".
- Marion Zapata es "Catalina Rincón".
- Rosemary Cárdenas es "Rosario Velásquez".

## Premios y nominaciones

### Premios Tvynovelas
| Año  | Categoría                            | Nominado                      | Resultado |
| ---- | ------------------------------------ | ----------------------------- | --------- |
| 2010 | Mejor Telenovela/Telenovela Favorita | La bella Ceci y el imprudente | Nominada  |

### Premio India Catalina
| Año  | Categoría                              | Nominado                      | Resultado |
| ---- | -------------------------------------- | ----------------------------- | --------- |
| 2010 | Mejor Telenovela                       | La bella Ceci y el imprudente | Nominada  |
| 2010 | Mejor Actriz Protagónica De Telenovela | Manuela González              | Nominada  |
| 2010 | Mejor Actor Protagónico De Telenovela  | Julián Román                  | Ganador   |
| 2010 | Mejor Actriz Villana/Antagónica        | Rita Bendeck                  | Nominada  |
| 2010 | Mejor Actor Villano/Antagónico         | Lincoln Palomeque             | Nominado  |
| 2010 | Mejor Libreto Original                 | César Betancourt              | Ganador   |
| 2010 | Mejor Director de telenovela           | Germán Porras - Anselmo Calvo | Ganadores |